# Opsoclonies
 Mise en garde médicale
Les opsoclonies, du grec ôpsis (œil) et klonos (agitation) sont des mouvements oculaires anormaux, incontrôlés et irréguliers. Il s’agit de saccades oculaires rapides, multidirectionnelles (horizontales et verticales), non rythmiques, imprévisibles, conjuguées, sans pauses entre elles.

## Causes
Elles surviennent le plus souvent en association avec des myoclonies dans le cadre d'un syndrome d’opsoclonie-myoclonie.
Elles peuvent être retrouvées dans le cadre de certains cancers, notamment le neuroblastome chez l’enfant, ou le cancer du sein, du poumon ou de l’ovaire chez l’adulte.
Des causes infectieuses existent aussi dont l’encéphalopathie infantile.
Enfin, il arrive qu’aucune cause ne soit retrouvée.